# Cobra Investigazioni
Cobra Investigazioni (Cobra) è una serie televisiva statunitense prodotta dal 1993 al 1994. La serie fu girata a Vancouver, in Canada e fu inizialmente chiamata Viper, nome che fu cambiato presto dalla produzione a causa di una possibile violazione di proprietà del marchio, dato che al tempo era già in produzione una serie televisiva con questo nome.

## Trama
Il marine americano Robert Jackson, dopo che si è rifiutato di uccidere alcuni civili, lascia la Navy Seal e si rifugia presso una comunità Inuit in Alaska. Ma il suo passato ritorna bruscamente quando gli sparano al volto e resta per tre settimane in coma. Quando si sveglia all'ospedale si ritrova con una nuova faccia e una nuova identità, scoprendo di essere stato ingaggiato dall'associazione segreta "Cobra" diretta dall'ex agente dell'FBI Dallas Cassel e dalla collega Danielle LaPointe. Lui accetta anche perché in questo modo gli sarà possibile scoprire chi ha ucciso il padre cinque anni prima.

## Personaggi
- Robert Jackson (22 episodi, 1993-1994) interpretato da Michael Dudikoff. Esperto di arti marziali, esperto tiratore ed ex-marine della Navy SEAL.
- Danielle LaPointe (22 episodi, 1993-1994) interpretata da Allison Hossack. La figlia del fondatore di Cobra, Quentin Avery, Danielle è la partner di Robert. Sua madre era stata uccisa dieci anni prima, e per questo si è decisa ad aiutare le vittime delle ingiustizie lavorando per Cobra. Ha conseguito un dottorato presso la Harvard University ed è stata personalmente responsabile del reclutamento di Robert dopo aver litigato con suo padre considerandolo la scelta perfetta.
- Dallas Cassel (22 episodi, 1993-1994) interpretato da James Tolkan. Un ex-agente F.B.I. , Dallas è il direttore di Cobra. Inizialmente i rapporti con Robert non sono perfetti avendo dovuto organizzare la sua finta morte a sua insaputa mentre lui era in coma ma in seguito lo stesso Robert capisce che questa era la scelta migliore.
- Scandal, Jr. (3 episodi, 1993-1994) interpretato da Keegan MacIntosh
- Jenny Nelson (2 episodi, 1993) interpretata da Sandra Nelson
- Zio Jake (2 episodi, 1993) interpretato da Tom McBeath
- Royce (2 episodi, 1993) interpretato da Sam J. Jones
- Scandal, Sr. (2 episodi, 1993) interpretato da Andrew Airlie
- Sali Cantalupo (2 episodi, 1993) interpretato da Frank Cassini
- Wayne Bottecelli (2 episodi, 1993) interpretato da L. Harvey Gold

## Episodi
| Stagione       | Episodi | Prima TV originale |
| -------------- | ------- | ------------------ |
| Prima stagione | 22      | 1993-1994          |